# RC Lens
Racing Club de Lens (phát âm tiếng Pháp: [ʁasiŋ klœb də lɑ̃s]), thường được gọi là RC Lens hoặc đơn giản là Lens, là một câu lạc bộ bóng đá Pháp có trụ sở tại thành phố phía bắc của Lens ở Pas-de-Calais. Có biệt danh là Les Sang et Or (Máu và Vàng), xuất phát từ màu sắc truyền thống của đội là đỏ và vàng. Đối thủ truyền thống của họ là người hàng xóm phía bắc Lille, đội bóng mà họ tranh tài ở trận Derby du Nord.

## Lịch sử
Câu lạc bộ được thành lập vào năm 1906 tại Lens bởi những sinh viên địa phương thích chơi bóng trên sân Place Verte của thành phố (Place de la République hiện nay). Cái tên "Racing Club de Lens" được chọn để chỉ Racing Club de Roubaix và Racing Club de France, cả hai câu lạc bộ nổi tiếng vào thời điểm đó.
Ban chủ nhiệm đầu tiên của câu lạc bộ được thành lập bởi phụ huynh của những học sinh đó. Câu lạc bộ ban đầu chơi với màu xanh lá cây và đen để đại diện cho vị trí thành lập; họ mặc màu xanh lá cây để đại diện cho tên sân nhà, "Verte", (có nghĩa là 'xanh lá cây' trong tiếng Pháp), và màu đen để đại diện cho sự toàn năng của ngành khai thác than ở khu vực xung quanh.
Từ năm 1907 đến năm 1912, các cầu thủ buộc phải thay đổi sân nhà hai lần trước khi giải quyết tại Parc des Glissoires, nằm giữa Avion và Lens.
Trong Thế chiến thứ nhất, chung với tất cả các câu lạc bộ thể thao của Pháp, các hoạt động của đội đã bị dừng lại và không khởi động lại cho đến năm 1919. Vào thời điểm này, Lens đã thay đổi màu sắc chơi của chúng thành màu xanh da trời.

### Máu và vàng
Vào năm 1924, màu đỏ và vàng lần đầu tiên xuất hiện. Một truyền thuyết nói rằng Pierre Moglia, chủ tịch của câu lạc bộ từ năm 1923 đến năm 1930, đã chọn màu cờ Tây Ban Nha sau khi một đồng nghiệp từ câu lạc bộ nhận xét rằng tàn tích nhà thờ Saint-Léger, nơi họ đã đi qua vào một buổi tối, là nơi cuối cùng được nhìn thấy. vẫn còn của sự thống trị địa phương của Tây Ban Nha vào năm 1648. Một số người cũng nói rằng màu sắc được bắt nguồn từ các mỏ than địa phương: màu đỏ cho máu của những người khai thác và màu vàng cho loại than có giá trị vào thời điểm đó.
Cũng vào năm 1924, câu lạc bộ được phép thi đấu tại sân vận động thành phố mới được xây dựng Raoul Briquet (ngày nay là Léo Lagrange). Trận đấu đầu tiên của câu lạc bộ trong màu áo mới được chơi cho lễ khánh thành sân vận động.
Năm 1926, cầu thủ bóng đá người Anh Kid Fenton là ngôi sao đầu tiên chơi cho Lens. Anh ấy ở lại trong tám mùa giải và trở thành một yêu thích mạnh mẽ với những người ủng hộ câu lạc bộ. Đây cũng là năm nhóm ủng hộ đầu tiên được thành lập và cũng là dịp đầu tiên Lens bắt được Championnat d'Artois.
Năm 1929, Lens giành chức vô địch miền Bắc (North championship) và lần đầu tiên giành quyền thăng hạng lên Division d'Honneur của Ligue du Nord với các câu lạc bộ Olympique Lillois, RC Roubaix, Excelsior Athlétic Club de Roubaix và AC Amiens.
Tại Artois League, câu lạc bộ ngày càng có uy tín, và vào năm 1932 câu lạc bộ đã khánh thành Sân vận động Félix Bollaert.

### Những chiến thắng đầu tiên
Năm 1937, Lens giành quyền vào chơi ở giải Ligue 1 sau khi về nhất ở giải Ligue 2, được dẫn dắt bởi những cầu thủ như Stefan Dembicki và Spechtl. Lens thậm chí còn lọt vào vòng 16 đội cuối cùng của Coupe de France, mặc dù cuối cùng đội đã bị Red Star loại với tỷ số 3–2.
Năm 1943, Lens vô địch giải hạng nhất Miền Bắc nhờ công của Dembicki, người đã ghi 43 bàn sau 30 trận. Một năm trước đó, trong một trận đấu tại Coupe de France, anh đã ghi được 17 bàn thắng, cho đến nay vẫn là kỷ lục thế giới về số bàn thắng được ghi bởi một cầu thủ trong một trận đấu duy nhất.
Ngay sau Thế chiến thứ hai, Lens kết thúc ở vị trí thứ sáu trong mùa giải 1945–46, nhưng họ bị xuống hạng vào năm sau. Năm 1948, câu lạc bộ chơi trận chung kết Coupe de France đầu tiên, mà họ thua 3–2 trước Lille. Một năm sau, Lens được thăng hạng lên giải hạng nhất và Maryan Wisnieski được tuyển dụng vào năm 1953. Tuy nhiên, các vấn đề với hội đồng quản trị đã khiến anh ấy rời bỏ câu lạc bộ; anh gia nhập câu lạc bộ Ý UC Sampdoria Genoa, mặc dù không đạt được nhiều thành công.
Năm 1962, mỏ của thành phố Lens bị đóng cửa và tương lai của câu lạc bộ đang bị đe dọa, vì hầu hết các cầu thủ đều là thợ mỏ theo nghề nghiệp. Giữa năm 1956 và năm 1968, sự sống còn rất khó khăn. Tuy nhiên, vào năm 1964, Lens đứng thứ ba, với Ahmed Oudjani là vua phá lưới với 30 bàn thắng. Một cầu thủ nổi tiếng khác, Georges Lech, gia nhập Lens, mặc dù câu lạc bộ đã xuống hạng vào năm 1968. Năm sau, các quản lý của mỏ đã hủy bỏ quyền sở hữu Lens của họ, điều này báo hiệu sự kết thúc của bóng đá chuyên nghiệp tại Sân vận động Bollaert-Delelis. Lens giờ đây một lần nữa là một câu lạc bộ nghiệp dư, một năm sau khi xuống hạng, và tương lai dài hạn trông rất ảm đạm.

### Những năm tốt đẹp và mùa thu
Tuy nhiên, những ngày tốt đẹp hơn đã đến vào năm 1960 sau khi hội đồng thị trấn quan tâm đến Racing Club de Lens. Thị trưởng của Lens, André Delelis, là người ủng hộ lâu dài và nhận ra tầm quan trọng của thành công của câu lạc bộ đối với tinh thần chung của thành phố. Với chủ tịch tương lai, Jean Bondoux, thị trưởng đã tập hợp các tình nguyện viên và người đăng ký để giúp câu lạc bộ tồn tại. Hơn nữa, thành phố đã thu hồi quyền sở hữu sân vận động từ việc ngành công nghiệp mỏ đóng cửa.
Hai mươi năm sau đó, vận may của câu lạc bộ được cải thiện một cách chậm rãi nhưng ổn định. Năm 1972, Lens lọt vào bán kết Coupe de France, và sự xuất hiện của hai cầu thủ Ba Lan đã giúp câu lạc bộ giành quyền thăng hạng nhất. Năm 1975, Lens một lần nữa lọt vào trận chung kết Coupe de France trước Saint-Étienne hùng mạnh, nhưng thua trận 0–2.
Khi lọt vào chung kết Coupe de France, Lens có cơ hội tham dự UEFA Cup Winners 'Cup đầu tiên của mình, nhưng đội đã bị câu lạc bộ Hà Lan ADO Den Haag loại nhanh chóng.

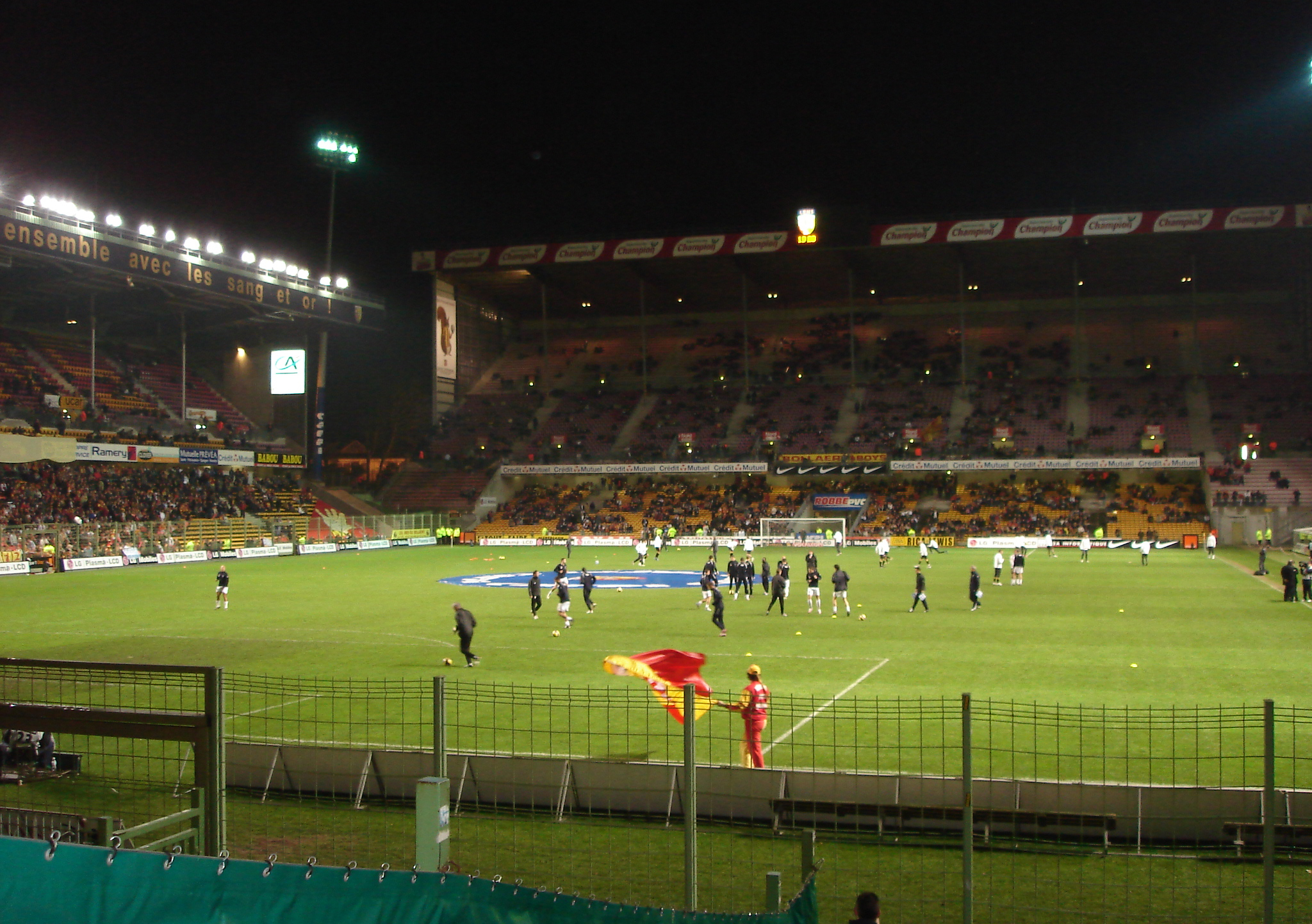
Sân vận động Félix Bollaert

Sự tiến bộ ổn định của Lens tiếp tục được duy trì, và sau khi xếp thứ hai trong giải đấu sau Nantes, họ đã giành quyền tham dự UEFA Cup. Họ hạ gục câu lạc bộ Thụy Điển Malmö FF, và ấn tượng hơn là câu lạc bộ mạnh mẽ của Ý, Lazio. Sau thất bại trên sân khách (2–0), họ thắng 6–0 tại Sân vận động Bollaert-Delelis sau hiệp phụ. Thật không may, sau lần khai thác quốc tế hiếm hoi này cho một câu lạc bộ Pháp, họ đã bị loại 1 bởi Đông Đức . FC Magdeburg. Tệ hơn nữa, câu lạc bộ đã trở lại giải hạng hai vào năm 1978.
Bước lùi là rất ngắn và ngay lập tức thăng hạng trở lại cấp độ ưu tú của Pháp đã đạt được vào năm 1979 với Roger Lemerre là huấn luyện viên trưởng. Trong những năm 1980, Gérard Houllier và Joachim Marx đã kế vị ông. Đây là những lợi ích to lớn đối với đội bóng, mặc dù câu lạc bộ đã mất những cầu thủ quan trọng như Didier Sénac, Gaëtan Huard và Philippe Vercruysse.

### Martel's tiếp quản
Vào tháng 8 năm 1988 Gervais Martel, một doanh nhân địa phương giàu có, đã mua quyền kiểm soát câu lạc bộ, với sự giúp đỡ của Serge Doré. Trong cùng năm đó, Arnaud Dos Santos được bổ nhiệm làm huấn luyện viên trưởng của câu lạc bộ và dẫn dắt câu lạc bộ trở lại giải hạng nhất vào năm 1991.
Trong các năm 1993 và 1994, đội mạnh nhất của Lens cho đến thời điểm đó đều có tính cạnh tranh cao ở vị trí dẫn đầu giải đấu, và đội đã đủ điều kiện tham dự UEFA Cup hai lần liên tiếp. Lens cũng lọt vào bán kết Coupe de France sau khi hạ gục Paris Saint-Germain tại Parc des Princes, mặc dù đội đã thua Montpellier.
Năm 1998, es Sang et Or đã viết nên trang hay nhất trong lịch sử của họ dưới thời Daniel Leclercq ("the Druid"): vô địch Pháp, vào bán kết Coupe de la Ligue và vào chung kết Coupe de France (trước PSG, thất bại 2-1). Giống như một biểu tượng, đó là cầu thủ bắt đầu sự nghiệp của mình ở Lens, Yohan Lachor, người đã ghi bàn thắng vào lưới Auxerre giúp Lens vô địch trước Metz. Dưới thời "Druid", Lens đã giành được danh hiệu lớn thứ hai vào năm 1999 với Coupe de la Ligue trước Metz, với bàn thắng của Daniel Moreira. Năm đó, tại UEFA Champions League, Lens cũng trở thành câu lạc bộ duy nhất đánh bại đội bóng Anh Arsenal tại sân vận động Wembley nổi tiếng (1–0, với bàn thắng của Mickaël Debève), mặc dù họ đã bị loại với tổng tỷ số sau hai trận đấu.
Trong mùa giải tiếp theo, Leclercq bị sa thải, nhưng Lens vẫn thi đấu tốt để lọt vào bán kết UEFA Cup. Những cầu thủ của François Brisson cuối cùng đã bị loại bởi Arsenal, sau khi họ giành chiến thắng với tỷ số 1. FC Kaiserslautern (thắng 4–1 tại Đức), Atlético Madrid và Celta de Vigo.
Trong mùa giải 2001–02, Joël Muller được bổ nhiệm làm huấn luyện viên trưởng. Lens đã về nhì ở mùa giải đó và đủ điều kiện tham dự chiến dịch Champions League thứ hai. Tuy nhiên, câu lạc bộ đã về đích ở vị trí thứ tám trong hai năm tiếp theo. Muller được thay thế trong mùa giải thứ tư bởi Francis Gillot, người đã vượt qua Lens UEFA Intertoto Cup, giải đấu mà Lens đã giành được, đảm bảo suất tham dự UEFA Cup.
Trong mùa giải 2006–07, Sang et Or đã kết thúc lượt đi của mùa giải ở vị trí thứ hai, sau Lyon. Tuy nhiên, do lượt về hỗn loạn, họ chỉ về thứ năm. Vài ngày sau, Francis Gillot từ chức.
Vào ngày 5 tháng 6 năm 2007, Guy Roux đã trở lại, mặc dù nó chỉ kéo dài ba tháng: Anh từ chức sau thất bại 2-1 trước Strasbourg. Jean-Pierre Papin tiếp quản, nhưng Lens không thể chiếm được suất nào trong suốt mùa giải, xếp thứ 18, kém Toulouse 2 điểm, dẫn đến việc phải xuống hạng Ligue 2 mùa giải tiếp theo. Lens kết thúc mùa giải với vỏn vẹn 40 điểm, chỉ thắng 9 lần trong 38 trận.
Sau khởi đầu chậm chạp trong năm duy nhất tại Ligue 2, họ đã vươn lên dẫn đầu trong nửa đầu mùa giải. Kiếm được 13 trong số 15 điểm trong năm trận đầu tiên của hiệp hai, mọi thứ có vẻ như sẽ nhanh chóng trở lại giải đấu đầu tiên. Tuy nhiên, sau khi chỉ giành được năm điểm trong sáu trận tiếp theo, cuộc đua thăng hạng đã mở lại, mặc dù Lens đã hồi phục và trở thành nhà vô địch, đảm bảo suất thăng hạng lên Ligue 1 cho 2009–10. Tuy nhiên, sau mùa giải 2010–11, họ lại tụt xuống Ligue 2.
Vào ngày 16 tháng 5 năm 2014, Lens thăng hạng trở lại Ligue 1 vào ngày cuối cùng của mùa giải sau chiến thắng 2–0 tại Bastia. Tuy nhiên, vào ngày 27 tháng 6, Ban Giám đốc Kiểm soát Quản lý Quốc gia của Liên đoàn (DNCG) đã chặn việc thăng hạng của Lens lên chuyến bay hàng đầu do sự bất thường trong ngân sách đề xuất của câu lạc bộ cho mùa giải tiếp theo. Vấn đề là khoản thanh toán 10 triệu euro đến hạn từ cổ đông lớn Hafiz Mammadov đã bị thiếu trong tài khoản. Chủ tịch của Lens, Gervais Martel tuyên bố một kỳ nghỉ lễ ở Azerbaijan, quê hương của Mammadov đã dẫn đến sự chậm trễ và cho biết câu lạc bộ sẽ kháng cáo. Tuy nhiên, vào ngày 15 tháng 7, chương trình khuyến mãi của họ gặp nguy hiểm sau khi một ủy ban kháng nghị giữ nguyên kháng nghị của họ vì số tiền còn thiếu vẫn chưa đến tài khoản của câu lạc bộ. Lens ngay lập tức tuyên bố ý định kháng cáo lên Ủy ban Olympic Pháp (CNOSF), cơ quan có quyền vượt qua DNCG. Vào ngày 25 tháng 7, CNSOF khuyến nghị Lens nên được phép thi đấu tại Ligue 1. Bởi vì sân vận động Bollaert-Delelis đang được cải tạo cho UEFA Euro 2016, Lens đã chơi các trận đấu trên sân nhà của họ cho mùa giải 2014–15 Ligue 1 tại Stade de la Licorne, sân nhà của Amiens và tại Stade de France ở Saint-Denis.
Thông báo vào ngày 29 tháng 1 năm 2015 rằng việc thăng hạng của Lens từ Ligue 2 vào cuối mùa giải 2013–14 đã bị coi là không hợp lệ và do đó sẽ tự động bị xuống hạng xuống Ligue 2 cho mùa giải 2015–16, bất kể đội xếp ở đâu.. Do đó, vào tháng 8 năm 2015, Lens đã trở lại Ligue 2, mặc dù chơi tại sân vận động Bollaert-Delelis đã được tân trang lại. Họ đã có số lần tham dự sân nhà trung bình là 28.996 trong mùa giải 2016–17, cao nhất ở Ligue 2 nhưng đã bỏ lỡ cơ hội thăng hạng lên Ligue 1 trong một ngày cuối cùng của mùa giải đầy biến động.
Trong mùa giải Ligue 2 2017–2018, Lens đã thua bảy trận đầu tiên liên tiếp, khởi đầu mùa giải tệ nhất trong lịch sử câu lạc bộ. Vào ngày 18 tháng 9, Lens cuối cùng cũng có chiến thắng đầu tiên trong mùa giải trước US Quevilly-Rouen với tỷ số 2-0.
Trong mùa giải 2018–19 Ligue 2, Lens đứng thứ 5 trên bảng xếp hạng và lọt vào trận chung kết thăng hạng gặp Dijon FCO. Sau trận hòa 1-1 ở lượt đi, Lens sẽ thua trận lượt về và tỷ số hòa 3-1 sau hai sai lầm thủ môn của Jérémy Vachoux đã khiến đội bóng của anh mất cơ hội thăng hạng lên Ligue 1.
Vào ngày 30 tháng 4 năm 2020, Lens được thăng hạng lên Ligue 1 sau khi LFP quyết định kết thúc sớm mùa giải của cả Ligue 1 và Ligue 2 do đại dịch Coronavirus. Lens đang đứng thứ hai trên BXH Ligue 2 vào thời điểm quyết định.
Mùa giải 2020-21, Lens đứng thứ 7 trên BXH Ligue 1 sau mùa giải đầu tiên ấn tượng trở lại giải đấu hàng đầu nước Pháp.
Mùa giải tiếp theo 2022-23, Lens tạo nên bất ngờ khi đứng ở vị trí thứ 2 trên BXH Ligue 1 2022–23 giúp họ tham dự giải UEFA Champions League 2023–24. Sau đó, họ lại gây bất ngờ khi đánh bại Arsenal F.C. với tỉ số 2-1 tại sân nhà, dù sau đó có thua 6-0 ở sân Sân vận động Emirates.

## Thành tích
- Ligue 1

Vô địch (1): 1997–98
Á quân (4): 1955–56, 1956–57, 1976–77, 2001–02, 2022-2023
- Ligue 2

Vô địch (4): 1936–37, 1948–49, 1972–73, 2008–09
Á quân: (2): 2013–14, 2019–20
- Coupe de France

Á quân (3): 1947–48, 1974–75, 1997–98
- Coupe de la Ligue

Vô địch (2): 1994, 1998–99
Á quân (1): 2007–08
- Coupe Drago

Vô địch (3): 1959, 1960, 1965
Á quân (1): 1957
- Coupe Gambardella

Vô địch (3): 1957, 1958, 1992
Á quân (3): 1979, 1983, 1993, 1995
- UEFA Europa League

Bán kết (1): 1999–2000
- Cúp UEFA Intertoto

Vô địch (2): 2005, 2007 (đội chiến thắng chung cuộc) 

## Kỷ lục
- Kỷ lục chiến thắng giải VĐQG: 10–2 (v. RC Paris, 1963–64).
- Kỷ lục chiến thắng European Cup: 0–7 (v. Avenir-Beggen, 1995–96).
- Nhiều bàn thắng nhất trong một trận đấu: 16, Stefan Dembicki, một kỷ lục thế giới, (v. Auby Ast thế kỷ, Cúp quốc gia Pháp, ngày 13 tháng 12 năm 1942). Tỷ số chung cuộc: 32–0.
- Ra sân nhiều nhất: 497, Éric Sikora và 377, Bernard Placzek.
- Nhiều bàn thắng nhất trong 1 mùa giải: 30, Ahmed Oudjani (1963–64) và 20, Roger Boli (1993–94).
- Vua phá lưới: 94, Ahmed Oudjani.
- Trận đấu nhiều khán giải nhất: 48, 912, (v. Marseille, Ligue 1, ngày 15 tháng 2 năm 1992) tại Sân vận động Bollaert-Delelis. Lens thắng 2-1.

## Cầu thủ

### Đội hình hiện tại
Tính đến ngày 30 tháng 8 năm 2024
Ghi chú: Quốc kỳ chỉ đội tuyển quốc gia được xác định rõ trong điều lệ tư cách FIFA. Các cầu thủ có thể giữ hơn một quốc tịch ngoài FIFA.
| Số | VT | Quốc gia     | Cầu thủ                                   |
| -- | -- | ------------ | ----------------------------------------- |
| 1  | TM | Slovenia     | Denis Petrić                              |
| 2  | HV | Pháp         | Ruben Aguilar                             |
| 3  | HV | Colombia     | Deiver Machado                            |
| 4  | HV | Áo           | Kevin Danso                               |
| 7  | TĐ | Pháp         | Florian Sotoca                            |
| 8  | TĐ | Angola       | M'Bala Nzola (cho mượn từ Fiorentina)     |
| 9  | TĐ | Uruguay      | Martín Satriano (cho mượn từ Inter Milan) |
| 10 | TV | Bồ Đào Nha   | David da Costa                            |
| 11 | TV | Pháp         | Angelo Fulgini                            |
| 13 | HV | Ecuador      | Jhoanner Chávez                           |
| 14 | HV | Argentina    | Facundo Medina                            |
| 15 | TV | Nigeria      | Hamzat Ojediran                           |
| 16 | TM | Burkina Faso | Hervé Koffi                               |
| 18 | TV | Pháp         | Andy Diouf                                |
| 19 | TV | Pháp         | Jimmy Cabot                               |

| Số | VT | Quốc gia   | Cầu thủ                  |
| -- | -- | ---------- | ------------------------ |
| 20 | HV | Pháp       | Malang Sarr              |
| 22 | TĐ | Pháp       | Wesley Saïd              |
| 23 | TV | Maroc      | Neil El Aynaoui          |
| 24 | HV | Pháp       | Jonathan Gradit          |
| 25 | HV | Uzbekistan | Abdukodir Khusanov       |
| 26 | TV | Sénégal    | Nampalys Mendy           |
| 27 | TV | Sénégal    | Sidi Bane                |
| 28 | TV | Pháp       | Adrien Thomasson         |
| 29 | TV | Ba Lan     | Przemysław Frankowski    |
| 30 | TM | Pháp       | Brice Samba (đội trưởng) |
| 34 | TV | Pháp       | Tom Pouilly              |
| 36 | TĐ | Guadeloupe | Rémy Labeau              |
| 37 | HV | Pháp       | Ismaëlo Ganiou           |
| 38 | TĐ | Maroc      | Anass Zaroury            |

### Những cầu thủ khác theo hợp đồng
Ghi chú: Quốc kỳ chỉ đội tuyển quốc gia được xác định rõ trong điều lệ tư cách FIFA. Các cầu thủ có thể giữ hơn một quốc tịch ngoài FIFA.
| Số | VT | Quốc gia | Cầu thủ        |
| -- | -- | -------- | -------------- |
| —  | TV | Sénégal  | Mamadou Camara |

### Cho mượn
Ghi chú: Quốc kỳ chỉ đội tuyển quốc gia được xác định rõ trong điều lệ tư cách FIFA. Các cầu thủ có thể giữ hơn một quốc tịch ngoài FIFA.
| Số | VT | Quốc gia | Cầu thủ                                                    |
| -- | -- | -------- | ---------------------------------------------------------- |
| —  | TM | Comoros  | Yannick Pandor (tại Boulogne đến 30 tháng 6 năm 2025)      |
| —  | TV | Ghana    | Salis Abdul Samed (tại Sunderland đến 30 tháng 6 năm 2025) |

| Số | VT | Quốc gia | Cầu thủ                                                      |
| -- | -- | -------- | ------------------------------------------------------------ |
| —  | TV | Colombia | Óscar Cortés (tại Rangers đến 30 tháng 6 năm 2025)           |
| —  | TV | Guinée   | Morgan Guilavogui (tại FC St. Pauli đến 30 tháng 6 năm 2025) |

### Đội dự bị
Ghi chú: Quốc kỳ chỉ đội tuyển quốc gia được xác định rõ trong điều lệ tư cách FIFA. Các cầu thủ có thể giữ hơn một quốc tịch ngoài FIFA.
| Số | VT | Quốc gia               | Cầu thủ            |
| -- | -- | ---------------------- | ------------------ |
| —  | TM | Pháp                   | Augustin Delbecque |
| —  | HV | Pháp                   | Nolan Gillot       |
| —  | HV | Cộng hòa Dân chủ Congo | Yann Kembo         |
| —  | HV | Mali                   | Malcom Musquet     |
| —  | HV | Mali                   | Mamadou Thiam      |
| —  | TV | Sénégal                | Yacouba Barry      |

| Số | VT | Quốc gia                 | Cầu thủ           |
| -- | -- | ------------------------ | ----------------- |
| —  | TV | Pháp                     | Thibault Maréchal |
| —  | TV | Pháp                     | Ryan Merlen       |
| —  | TĐ | Bản mẫu:Country data GDL | Denzel Custos     |
| —  | TĐ | Pháp                     | Thibo Dupont      |
| —  | TĐ | Algérie                  | Anis Hadj Moussa  |

### Số áo được treo
12 –  Club Supporters (cầu thủ thứ 12) 

17 –  Marc-Vivien Foé, Tiền vệ (1994–99) – vinh dự sau khi chết

## Huấn luyện viên
Các cựu huấn luyện viên bao gồm hai cựu huấn luyện viên đội tuyển Pháp: Gérard Houllier (1982–85) quản lý tuyển Pháp từ tháng 7 năm 1992 đến tháng 11 năm 1993, và Roger Lemerre (nửa sau của mùa giải 1996–97, sau đó là trợ lý huấn luyện viên 1997–98), người đã huấn luyện tuyển Pháp giữa Tháng 7 năm 1998 và tháng 7 năm 2002.
| - Jack Harris (1934) - Robert De Veen (1934–36) - Jack Galbraith (1936–38) - Raymond François (1938) - József Eisenhoffer (1938–39) - Jack Galbraith (1939) - Richard Buisson (1939–41) - Georges Beaucourt (1941–42) - Anton Marek (1942–47) - Nicolas Hibst (1947–50) - Ludvic Dupal (1950–53) - Anton Marek (1953–56) - Félix Witkowski (1956–58) - Karel Michlowski (1956–58) - Jules Bigot (1958–62) - Élie Fruchart (1962–69) | - Arnold Sowinski (1970–78) - Roger Lemerre (1978–79) - Arnold Sowinski (1979–81) - Jean Serafin (1981–82) - Gérard Houllier (1982–85) - Joachim Marx (1985–88) - Arnold Sowinski (1988) - Jean Parisseaux (1988–89) - Philippe Redon (1989) - Marcel Husson (1989–90) - Arnaud Dos Santos (1990–92) - Patrice Bergues (1992–96) - Slavoljub Muslin (1996–97) - Roger Lemerre (1997) - Daniel Leclercq (1997–99) - François Brisson (1999–00) | - Rolland Courbis (2000–01) - Georges Tournay (2001) - Joël Muller (2001–tháng 1. 2005) - Francis Gillot (tháng 1. 2005–07) - Guy Roux (2007) - Jean-Pierre Papin (tháng 8. 2007–08) - Jean-Guy Wallemme (2008–tháng 1. 2011) - László Bölöni (tháng 1. 2011–tháng 6. 2011) - Jean-Louis Garcia (tháng 6 2011–tháng 9. 2012) - Éric Sikora (tháng 9. 2012–tháng 7 2013) - Antoine Kombouaré (tháng 7 2013–tháng 5 2016) - Alain Casanova (tháng 5 2016–tháng 8. 2017) - Éric Sikora (tháng 8. 2017–tháng 5 2018) - Philippe Montanier (tháng 5 2018–tháng 2 2020) - Franck Haise (tháng 2 2020) |